# Szuzuki Kazuhiro
Szuzuki Kazuhiro (Tokió, 1976. november 16. –) japán válogatott labdarúgó.

## Nemzeti válogatott
A japán U20-as válogatott tagjaként részt vett az 1995-ös ifjúsági labdarúgó-világbajnokságon.